# Eugenia gracillima
Eugenia gracillima är en myrtenväxtart som beskrevs av Hjalmar Frederik Christian Kiaerskov. Eugenia gracillima ingår i släktet Eugenia och familjen myrtenväxter. Inga underarter finns listade i Catalogue of Life.